# Gare du Lido (Calvi)
Gare du Lido vasútállomás Franciaországban, Calvi településen.

## Vasútvonalak
Az állomást az alábbi vasútvonalak érintik:
- Ponte-Leccia-Calvi-vasútvonal

## Kapcsolódó állomások
A vasútállomáshoz az alábbi állomások vannak a legközelebb:
- Gare de Calvi
- Gare de la Balagne-Orizontenovu